# Persistence paměti

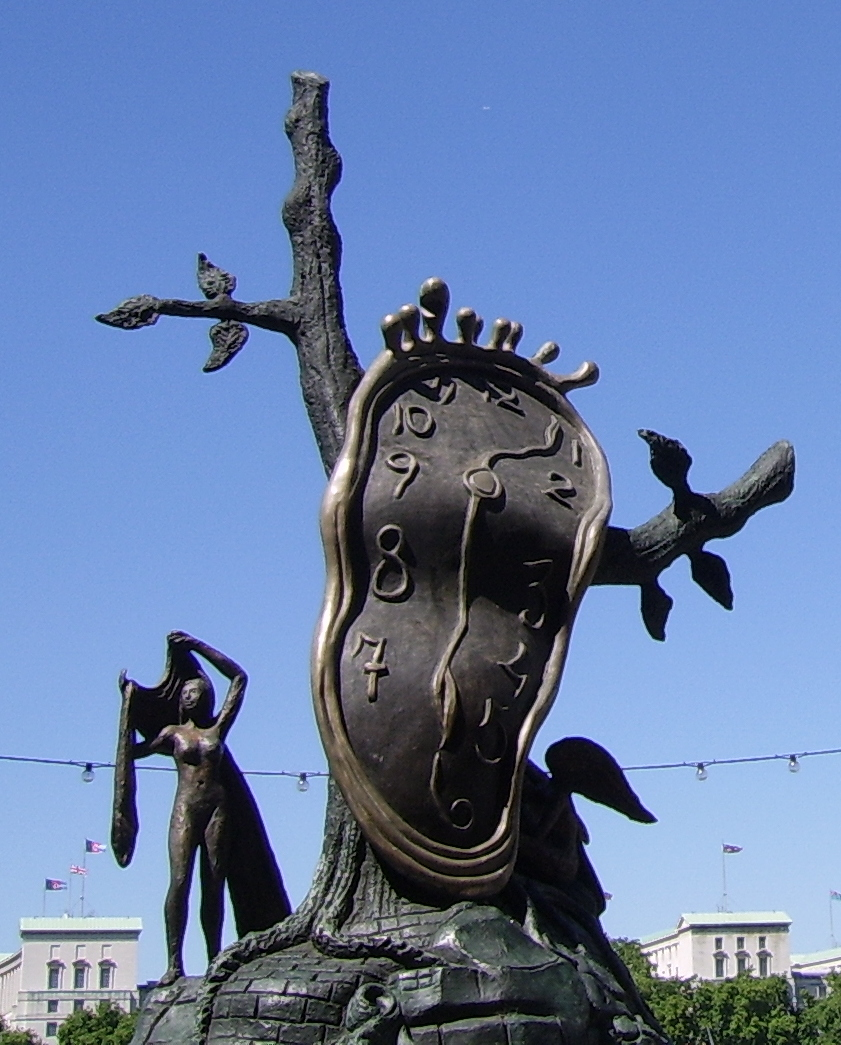
Socha inspirovaná dílem Salvadora Dalího v Londýně

Persistence paměti (nebo také Trvalost paměti, Neodbytnost paměti či Stálost paměti) je jedním z nejznámějších obrazů Salvadora Dalího. Poprvé byl obraz představen v Julien Levy Gallery v roce 1932, od roku 1934 je obraz ve sbírce Muzea moderního umění (Museum of Modern Art – MoMA) v New Yorku, které jej obdrželo od anonymního dárce.